# Fräulein Else (film 1929)
Fräulein Else è un film muto del 1929 diretto da Paul Czinner.

## Produzione
Il film fu prodotto dalla Elisabeth Bergner Poetic Film Co.

## Distribuzione
Distribuito dalla Bayerische Film, il film venne vietato ai minori. Ottenne il visto di censura numero B.21868 il 4 marzo 1929 e fu presentato al Capitol di Berlino il 7 marzo 1929.